# اتلو (روسینی)
اتلو (به [Otello] Error: {{Lang-xx}}: متن دارای نشانه‌گذاری ایتالیک است (راهنما))‏ (تلفظ ایتالیایی: [oˈtɛllo]) یک اپرا به زبان ایتالیایی در سه پرده اثر جواکینو روسینی است.
روسینی اپرای اتلو را بر اساس لیبرتو (اپرانامه)ای از فرانچسکو ماریا بِریو دی سالْسا ساخت. داستانِ این اثر بر مبنای روایتی فرانسوی است نه بر اساس اتلو، نمایش‌نامهٔ معروفِ ویلیام شکسپیر؛ چراکه نه روسینی از نسخهٔ انگلیسیِ اثر، یعنی نمایش‌نامهٔ شکسپیر، آگاه بود و نه اپرانویس (لیبرِتیست).